# Micro-région de Szeghalom
La micro-région de Szeghalom (en hongrois : szeghalomi kistérség) est une micro-région statistique hongroise rassemblant plusieurs localités autour de Szeghalom.